# 624

## Esdeveniments
- 17 de març - Badr (Aràbia): Té lloc la batalla que duu el seu nom, entre els partidaris de Mahoma i els seus detractors, liderats per Abu-Jahl, amb el resultat de la mort d'aquest i la derrota del seu exèrcit.
- Tauris (Mèdia): En la tercera campanya contra els perses, l'emperador romà d'Orient Heracli arriba fins al seu territori, pren la ciutat i, des d'allà, culmina el control del Caucas i s'endinsa cap al centre de Pèrsia.
- Xina: Es crea el Gran Servei Mèdic estatal, que organitza els estudis i les recerques de medicina tradicional xinesa.
- Els romans d'Orient abandonen les seves possessions a la península Ibèrica que s'unifiquen sota el regne visigòtic.
- La retirada dels romans d'Orient de les seves colònies a la Mediterrània occidental, deixa les illes Balears en un estat indefinit, separades políticament de la resta del món.

## Naixements
- 17 de febrer - Guangyuan (Xina): Emperadriu Wu Zetian (624-705).[1]

- maig - Medina (Aràbia): Abd-Al·lah ibn az-Zubayr, pretendent al califat en oposició a la dinastia omeia. (m. 692)

## Necrològiques
- 17 de març - Badr (Aràbia): Abu-Jahl, xeic oposat a Mahoma, en batalla contra aquest.
- 24 d'abril - Canterbury (Regne de Kent)ː Melitó de Canterbury, primer bisbe de Londres.[2]
- 4 de setembre - Medina (Aràbia): Kab ibn al-Àixraf, poeta jueu crític amb Mahoma, assassinat per ordre d'aquest.